# Zamarada lima
Zamarada lima är en fjärilsart som beskrevs av Fletcher 1974. Zamarada lima ingår i släktet Zamarada och familjen mätare. Inga underarter finns listade i Catalogue of Life.